# Нур-Трёнделаг
Нур-Трёнделаг (норв. Nord-Trøndelag) — бывшая норвежская губерния (фюльке), просуществовавшая до 31 декабря 2017 года, когда она вместе с фюльке Сёр-Трёнделаг была объединена в единую фюльке Трёнделаг. Данная административная единица впервые учреждена 1804 г. как Nordre Trondhjems amt. Располагалась в центральной части страны, на побережье Атлантики. Административным центром фюльке являлся город Стейнхьер. Граничила с фюльке Нурланн с севера и Сёр-Трёнделаг с юга.

## Административно-территориальное деление

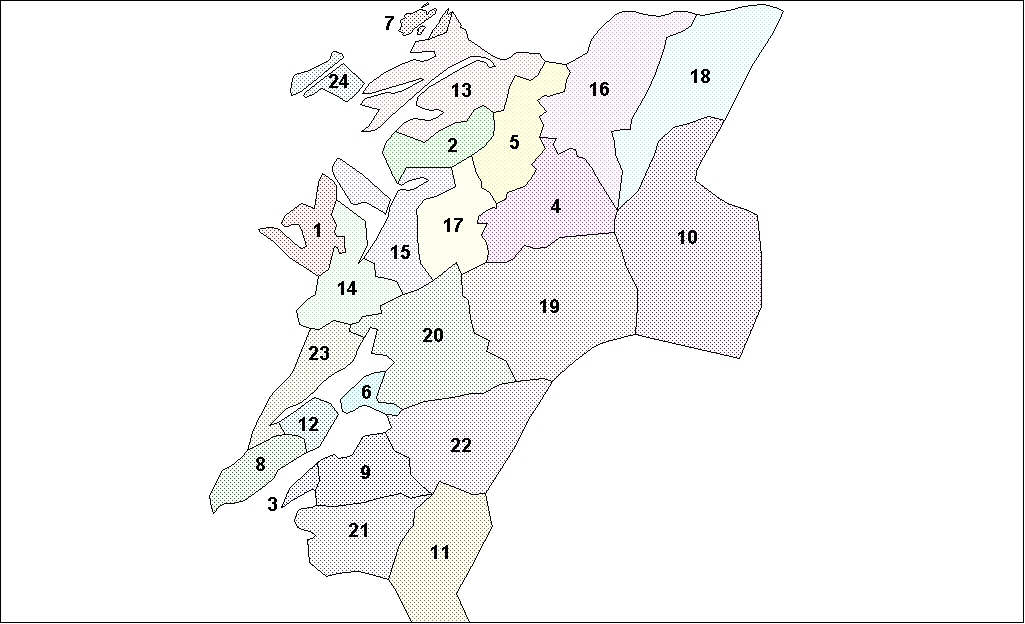
Коммуны фюльке Нур-Трёнделаг

Коммуны:
- Вердал
- Верран
- Викна
- Гронг
- Иннерёй
- Левангер
- Лека
- Лексвик
- Лиерне
- Мерокер
- Намдалсэйд
- Намсскуган
- Намсус
- Нерёй
- Рёйрвик
- Сноса
- Стейнхьер
- Схьёрдал
- Уверхалла
- Флатангер
- Фроста
- Фуснес
- Хёйланнет

## Динамика численности населения
- 1951 — 109 948
- 1961 — 116 760
- 1971 — 117 998
- 1981 — 125 835
- 1991 — 127 226
- 2001 — 127 261
- 2011 — 132 140
- 2013 — 134 443

## Известные уроженцы
- Флейшер, Карл Густав (1883—1942) — норвежский военачальник, глава Верховного командования вооружённых сил Норвегии с 1940 года.